# Domingas Person
Domingas Person (São Paulo, 7 de dezembro de 1971) é uma atriz e apresentadora brasileira. Trabalha em televisão há mais de 10 anos, foi apresentadora e locutora dos canais Telecine, Multishow, Canal Brasil, TV Cultura e TVA, com destaque para programas sobre cinema e música. Escreveu sobre cinema para publicações como Istoé Gente e Jornal Valor Econômico. Atualmente é a comentadora oficial dos eventos do canal TNT, tais como Oscar, Grammy e Globo de Ouro.

## Biografia
De ascendência libanesa, estudou interpretação no Centro de Pesquisa Teatral/CPT/SESC, dirigido por Antunes Filho e Comunicação Social e Jornalismo na PUC/SP.  Acompanha a produção teatral paulistana desde criança; seus pais, o cineasta Luís Sérgio Person e a documentarista Regina Jehá, foram os criadores do Auditório Augusta, espaço de vanguarda do cenário teatral paulista nos anos 70. É também tradutora e produtora, com destaque para as peças "Celebração", de Harold Pinter e "Cartas a um Jovem Poeta", baseado na obra de Rainer Maria Rilke; é irmã da também apresentadora Marina Person.
Em 2005, ganhou o prêmio da Comissão Européia de Turismo- CET pela reportagem sobre o “Ano do Brasil na França”, no programa Revista Comportamento, Canal Multishow.

## Carreira

### Na Televisão/apresentadora
- TNT, Turner
- Canal Imagine, TVA
- Metrópolis, TV Cultura
- Faixa Musical, Canal Brasil
- Revista Comportamento, Na Hora Do Intervalo, Multishow em Revista e Reclame,  Canal Multishow
- Fox Festivals, Fox
- TV Fama, Rede TV!
- Cineview e Galeria, Telecine Premium

### Na Televisão/atriz
- (fdp) - HBO

### Teatro/atriz
- Lamartine Babo, musical de Antunes Filho, atriz e cantora [7]
- Confissões das Mulheres de 30, de Domingos de Oliveira, atriz
- Ménage, de David Ives e outros, atriz, tradutora e produtora [8]
- Celebração, de Harold Pinter, atriz e tradutora
- Os Saltimbancos, direção de Tanah Correa